# كاميرون بانكروفت
كاميرون بانكروفت هو ممثل كندي، ولد في 17 مايو 1967 بوينيبيغ في كندا.

## أعمال

### أفلام
- (1986) الفتى الذي بإمكانه الطيران

### مسلسلات
- بيفرلي هيلز 90210
- ميامي
- كان ياما كان

## وصلات خارجية
- كاميرون بانكروفت على موقع IMDb (الإنجليزية)
- كاميرون بانكروفت على موقع روتن توميتوز (الإنجليزية)
- كاميرون بانكروفت على موقع ألو سيني (الفرنسية)
- كاميرون بانكروفت على موقع أول موفي (الإنجليزية)
- كاميرون بانكروفت على موقع قاعدة بيانات الأفلام السويدية (السويدية)
- كاميرون بانكروفت على موقع إن إن دي بي (الإنجليزية)
- كاميرون بانكروفت على موقع قاعدة بيانات الفيلم (الإنجليزية)
- كاميرون بانكروفت على موقع كينوبويسك (الروسية)